# Слобозія-Ноуе (Яломіца)
Слобозія-Ноуе (рум. Slobozia Nouă) — село у повіті Яломіца в Румунії. Адміністративно підпорядковане місту Слобозія.
Село розташоване на відстані 104 км на схід від Бухареста, 4 км на північний схід від Слобозії, 109 км на північний захід від Констанци, 104 км на південний захід від Галаца.

## Населення
За даними перепису населення 2002 року у селі проживали 2069 осіб. Рідною мовою 2068 осіб (> 99,9%) назвали румунську.
Національний склад населення села:
| Національність | Кількість осіб | Відсоток |
| -------------- | -------------- | -------- |
| румуни         | 2060           | 99,6%    |
| цигани         | 8              | 0,4%     |